# دایر ۷۸۴۳۴
سیارک ۷۸۴۳۴ (به انگلیسی: 78434 Dyer، نامگذاری:2002QL58) هفتاد و هشت هزار و چهارصد و سی و چهارمین سیارک کشف شده‌است که در ۱۷ اوت ۲۰۰۲ کشف شد.